# Melwin Fink
Melwin Fink (* 23. Februar 2002 in Bielefeld) ist ein deutscher Segelsportler und Einhandsegler. Er kommt aus Bad Salzuflen, studiert Rechtswissenschaft an der Christian-Albrechts-Universität zu Kiel und trainiert für seine Segelregatten in Lorient.

## Sportlicher Werdegang

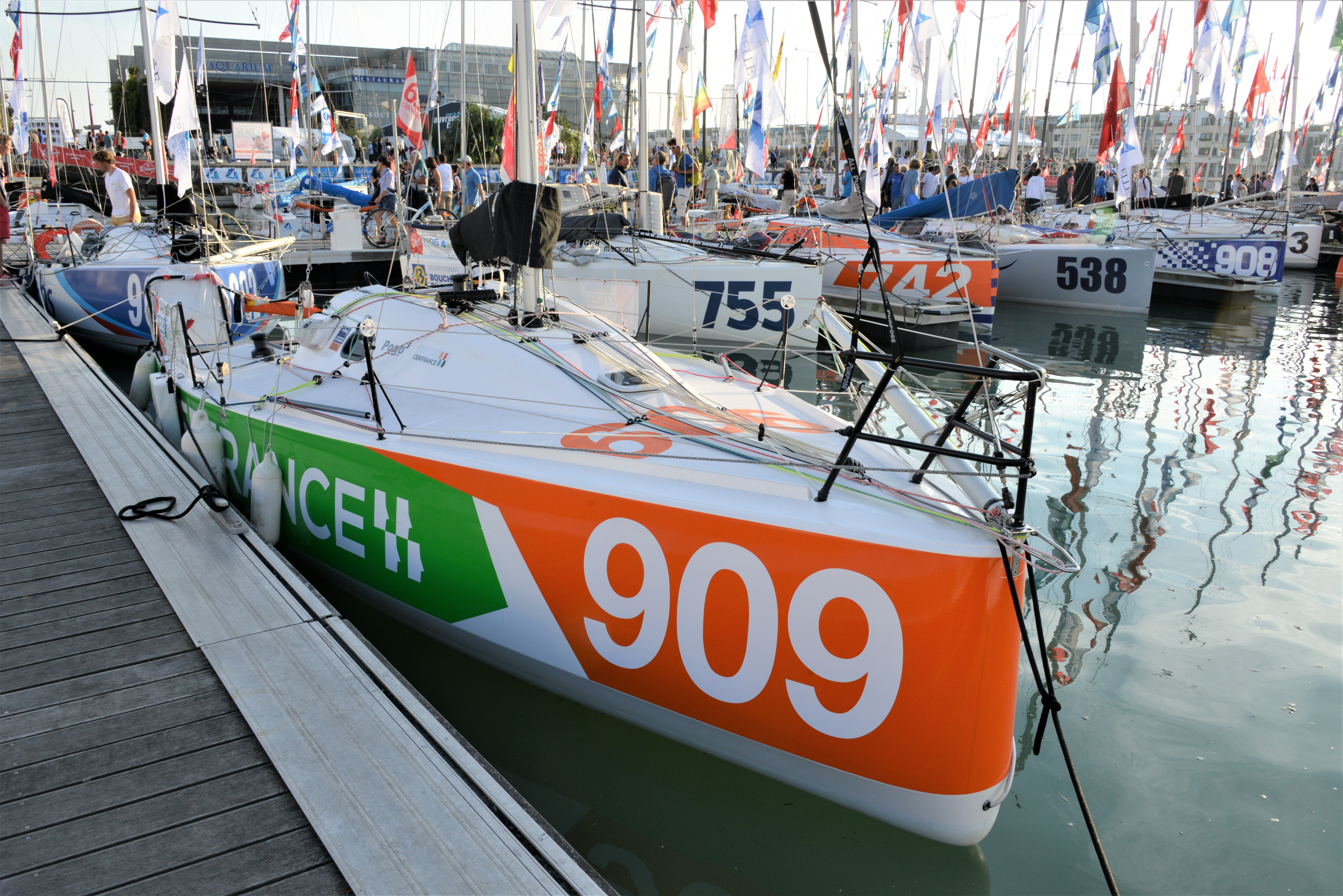
Eine baugleiche Pogo 3 in La Rochelle (2017)

Im Alter von fünf Jahren segelte Melwin Fink bereits mit Optimisten auf dem Steinhuder Meer. Mit vierzehn Jahren machte er seine ersten Törns auf der Ostsee. Begeistert von den Hochseeregatten Vendée Globe und The Ocean Race entstand der Traum, an der Mini-Transat teilzunehmen. 2019 segelte Melwin Fink seine erste Saison mit einer 2007 gebauten Classe Mini. Mit diesem Boot trainierte er neben seinen Abiturvorbereitungen jedes Wochenende auf der Ostsee und nahm erfolgreich an Regatten teil. Durch eine Kollision während der Silverrudder Challenge im September 2019 wurde sein Boot jedoch unbrauchbar. Als Ersatz erwarb Melwin Fink im Herbst 2019 ein 2016 gebautes Serienboot des Typs Pogo 3.

### Mini-Transat 2021
Die Teilnehmer der Mini-Transat müssen sich vorab mit ihrem Boot qualifizieren: 1000 Seemeilen (sm) einhand und nonstop auf dem Atlantik oder Mittelmeer und 1500 sm bei einer Hochseeregatta. Die erste Fahrt absolvierte Melwin Fink in den Winterferien 2019 von Gran Canaria nach Madeira und zurück. Im August 2020 nahm er dann an der Regatta Les Sables–Les Açores–Les Sables teil und qualifizierte sich damit für die Mini-Transat 2021.
Die erste Etappe der 23. Mini-Transat (ca. 1350 sm) startete am 27. September 2021 vor Les Sables-d’Olonne und Melwin Fink erreichte das Zwischenziel Santa Cruz de La Palma nach 10 Tagen und 35 Minuten als Erster. Für die zweite Etappe (ca. 2700 sm), sie wurde am 29. Oktober 2021 vor Santa Cruz de La Palma gestartet, benötigte Melwin Fink 16 Tage, 19 Stunden und 44 Minuten bis zum Zielhafen Saint-François auf der Karibikinsel Guadeloupe. Mit dieser Zeit erreichte er in der Gesamtwertung den dritten Platz.

## Ehrungen
- Trans-Ocean-Preis 2022[4]